# Lerista storri
Espèce
Lerista storri est une espèce de sauriens de la famille des Scincidae.

## Répartition
Cette espèce est endémique du Queensland en Australie.

## Étymologie
Cette espèce est nommée en l'honneur de Glen Milton Storr.

## Publication originale
- Greer, McDonald & Lawrie, 1983 : Three new species of Lerista (Scincidae) from northern Queensland with a diagnosis of the wilkinsi species group. Journal of Herpetology, vol. 17, no 2, p. 247-255 (texte intégral).